# جيليان فلين
جيليان فلين (بالإنجليزية: Gillian Flynn)‏ هي مؤلفة أمريكية وناقدة سابقة. قد نشرت جيليان ثلاث روايات: أدوات حادة (2006) وأماكن مظلمة (2009) والزوجة المفقودة (2012).

## سيرتها
ترعرت جيليان فلين في كانزاس سيتي، ميزوري وارتادت جامعة كانساس. هي حصلت على شهادة ماجستير من جامعة نورث وسترن وقد عملت لدى مجلة انترتينمنت ويكلي. هي متزوجة من بريت نولان ولديهما ابن واحد.

## كتاباتها للكتب الهزلية
كانت فلين تعشق قرائه الكتب الهزلية عندما كانت طفلة صغيرة.

## كتبها
- أدوات حادة (2006) تدور حول قاتل متسلسل في مدينة ميزوري والصحفية التي عادت إلى مسقط رأسها من شيكاغو لتغطية الأحداث.
- أماكن مظلمة (2009) تدور هو حول امرأة تحقق ما إذا كان أو لم يكن شقيقها المسجون مسؤول حقا عن قتل أسرهتهما في ثمانينات القرن العشرين، والتي حدثت عندما كانت طفلة في عهد الذعر حول طقوس الشيطانية. أماكن مظلمة حولت إلى فيلم سينمائي من إخراج جيل باكيه برينر، وصدر في 14 نوفمبر 2014.
- الزوجة المفقودة (2012) تركز حول زوج يبحث عن زوجته، التي أختفت في الذكرى الخامسة لزواجهم، ويصبح الزوج تحت رادر الشرطة كمتهم رئيسي. أيضاً حولت هذه الرواية إلى فيلم سينمائي وكتبت جيليان بنفسها سيناريو الفيلم بعد شراء تونتيث سينتشوري فوكس حقوق الفيلم بمليون ونصف دولار أمريكي. الفيلم من إخراج ديفيد فينشر وصدر في 3 أكتوبر 2014.

## وصلات خارجية
- جيليان فلين على موقع IMDb (الإنجليزية)
- جيليان فلين على موقع ميتاكريتيك (الإنجليزية)
- جيليان فلين على موقع الموسوعة البريطانية (الإنجليزية)
- جيليان فلين على موقع روتن توميتوز (الإنجليزية)
- جيليان فلين على موقع روتن توميتوز (الإنجليزية)
- جيليان فلين على موقع ديسكوغز (الإنجليزية)
- جيليان فلين على موقع قاعدة بيانات الفيلم (الإنجليزية)
- جيليان فلين على موقع كينوبويسك (الروسية)

- جيليان فلين  على قاعدة بيانات الخيال التأملي على الإنترنت
- الموقع الرسمي